# Carl Andreas Koefoed
Carl Andreas Koefoed, född 16 oktober 1855, död 7 februari 1948, var en dansk jordbruksekonom.
Koefoed var godsförvaltare i guvernementet Kaluga i Ryssland 1880–86, ledare för utskiftningarsarbetana under ryska lantbruksministeriet 1905–17, dansk statskonsulent och lantbruksattaché 1921–31. Koefoed har utgett en rad instruktiva skrifter om ryska agrarförhållanden.

## Utmärkelser
- Riddare av Dannebrogorden,  1909[1]
- Dannebrogsmännens hederstecken,  1925[1]
- Kommendör av Dannebrogorden,  1932[1]
- Sankt Vladimirs orden, fjärde klassen
- Sankt Annas orden, andra klass

[Redigera Wikidata]